# Maogou (köpinghuvudort i Kina, Hunan Sheng, lat 28,60, long 109,37)
Maogou (kinesiska: 毛沟, 毛沟镇) är en köpinghuvudort i Kina. Den ligger i provinsen Hunan, i den södra delen av landet, omkring 350 kilometer väster om provinshuvudstaden Changsha. Antalet invånare är 26 432. Befolkningen består av 12 443 kvinnor och 13 989 män. Barn under 15 år utgör 20,0 %, vuxna 15-64 år 69 %, och äldre över 65 år 9,0 %.
Runt Maogou är det ganska tätbefolkat, med 239 invånare per kvadratkilometer. Närmaste större samhälle är Huayuan, 10,0 km öster om Maogou. I omgivningarna runt Maogou växer huvudsakligen savannskog.
Genomsnittlig årsnederbörd är 1 705 millimeter. Den regnigaste månaden är maj, med i genomsnitt 293 mm nederbörd, och den torraste är december, med 26 mm nederbörd.